# Daniel van Corler
Daniel van Corler is een Nederlands thaibokser van Zuid-Koreaanse afkomst. In 2009 werd hij Nederlands kampioen in de gewichtsklasse tot 71 kg in de categorie Full Muay Thai Rules.
Van Corler kwam op 16-jarige leeftijd in aanraking met het thaiboksen door een collega die het team Muay Thai Nijkerk leidt. Daarna trainde hij achtereenvolgens in het team van Ramon Dekkers in Breda en bij FightClub Coolgym in Bunschoten-Spakenburg. Bij dit laatste team bereikte hij de A-klasse.
In oktober werd hij Nederlands kampioen door tegenstander Ramin Rezai na verlenging (6e ronde) op punten te verslaan. Zijn trainer hierbij was Wim Jaap Koelewijn. Door deze overwinning mocht hij deelnemen aan de I.F.M.A. World Muay Thai Championships 2009 in Bangkok. Hierin werd hij in zijn openingsgevecht door de Kroaat Victor Zaman op punten verslagen en daarmee uitgeschakeld.